# Alexia dos Países Baixos
A Princesa Alexia dos Países Baixos (nome completo: Alexia Juliana Marcela Laurentien) é uma princesa por nascimento dos Países Baixos. Ela é a segunda filha do atual rei Guilherme Alexandre dos Países Baixos e da sua esposa, a rainha consorte Máxima dos Países Baixos.
É a segunda na linha de sucessão ao trono holandês, logo após a sua irmã mais velha, a princesa herdeira Catarina-Amália, Princesa de Orange, e sendo sucedida pela sua irmã mais nova, a princesa Ariane dos Países Baixos.

## Nascimento
A princesa Alexia nasceu de parto natural no Hospital Bronovo, na cidade de Haia, no dia 26 de junho de 2005. A até então princesa herdeira consorte Máxima deu à luz uma filha saudável no domingo à tarde, por volta das 14h40 no horário local. A criança pesava 3,490 gramas ao nascer e media 50 centímetros de comprimento. Pais e filha ficaram no hospital na noite do nascimento e regressaram para sua casa em Wassenaar na manhã seguinte. [carece de fontes?]
O primeiro-ministro Jan Peter Balkenende foi um dos primeiros a parabenizar o casal no domingo. O casal também foi felicitado por André Rouvoet, líder do partido político União Cristã, Bas van der Vlies, líder do Partido Político Reformado, entre outros líderes políticos. O Serviço de Informações Governamentais abriu um registro de congratulações em seu próprio site, 4000 parabéns chegaram em um dia. Um registro pode ser assinado a semana inteira no Palácio Noordeinde. [carece de fontes?]
Alexia tem uma irmã maior, a atual a herdeira aparente, a princesa Catarina-Amália, Princesa de Orange (nascida em 2003), e também uma irmã mais nova, a princesa Ariana dos Países Baixos, nascida em 2007.

### Anúncio do nome
No dia 28 de junho, houve o anúncio oficial do nome do novo membro da família real neerlandesa. O então príncipe Guilherme, Príncipe de Orange explicou à imprensa que o nome de "Alexia" tem origem em seu próprio nome "Alexandre" (em neerlandês: "Alexander") e que era um desejo da princesa Máxima. Os outros três nomes se referem a "mulheres de três gerações diferentes", disse ele.
- Alexia: se refere ao pai, o atual rei Guilherme Alexandre dos Países Baixos.[3][4]
- Juliana: se refere à sua bisavó, a rainha reinante Juliana, mãe da rainha emérita Beatriz dos Países Baixos.[3][4]
- Marcela: refere-se à tia e madrinha da mãe, "uma mulher especial" para Máxima.[3][4]
- Laurentien: refere-se à princesa Laurentien, a esposa de seu tio, o príncipe Constantijn dos Países Baixos.[3][4]

O rei enfatizou publicamente que a princesa não recebeu o nome em homenagem a uma de suas tias, Alexia Grinda, uma das duas filhas ilegítimas do príncipe Bernhard van Lippe-Biesterfeld, consorte da Rainha Juliana dos Países Baixos.

## Batismo
A princesa Alexia foi batizada em 19 de novembro de 2005 no Dorpskerk de Wassenaar com água do Rio Jordão. O culto foi conduzido pelo pastor Deodaat van der Boon.
Os seus padrinhos são seu tio paterno, o príncipe Friso de Oranje-Nassau, seu tio materno Juan Zorreguieta Cerruti, a rainha Matilde da Bélgica e os amigos de seus pais, Frans-Ferdinand de Beaufort e Alexandra Jankovich de Jeszenice.
 

Cerca de quinhentos amigos e conhecidos, políticos e dignitários estavam presentes e entre os familiares estavam os pais de Máxima. O vestido de batizado que ela usou foi desenhado por ocasião do batismo da princesa Wilhelmina em 1880. A túnica, feita de renda de Bruxelas, também foi usada no batismo da princesa Juliana, da princesa Beatrix, da princesa Christina e de seu pai Willem-Alexander.

## Educação
Assim como suas duas irmãs, Alexia iniciou seus estudos no Bloemcamschool e depoi fez o Ensino Primário no Christelijk Gymnasium Sorghvliet. Em 02 de março de  2021 a Casa de Orange-Nassau anunciou que a princesa estudaria nUWC Atlantic College do País de Gales a partir do final do verão do mesmo ano, onde se formou em maio de 2023. A instituição é a mesma onde estudaram as princesa herdeiras Elizabeth da Bélgica entre 2018 e 2020 e Leonor da Espanha, de quem ela foi colega. 
Além do holandês, Alexia também fala espanhol e inglês.

### Outros interesses
Segundo seu perfil oficial, a princesa tem como passatempos o hóquei, tocar violão e cantar.

## Deveres reais
O seu pai e a sua mãe tentam evitar expor demasiadamente Alexia e suas duas irmãs na mídia, como forma de "proteção" de sua privacidade. Mesmo com isso, Alexia ainda assim faz diversas participações públicas em eventos oficiais da realeza organizados pela família real holandesa.
Como forma de tentar controlar o assedio dos fotógrafos e repórteres, os seus pais frequentemente realizam uma sessão fotográfica para a mídia, na intenção de terem privacidade após o evento de oportunidade de fotos. A mais famosa é na ocasião das férias de inverno na cidade de Lech na Áustria.
Em 30 de abril de 2013, ela participou da cerimônia de coroação de seu pai na igreja de Nieuwe Kerk e posteriormente apareceu ao lado do pai, mãe e irmãs na sacada principal do Palácio Real de Amesterdão para saudar o povo.
Desde 2013, no mês de abril, ela participa regularmente dos festejos do feriado do "Dia do Rei".

## Saúde
Em fevereiro de 2016, durante as férias de esqui com sua família na cidade de Lech na Áustria, a princesa Alexia sofreu uma queda e quebrou o fêmur direito. Ela foi transportada de helicóptero para o Medical University of Innsbruck e passou por uma cirurgia para reparar a lesão. Depois de alguns dias no hospital, ela foi liberada e precisou usar muletas enquanto recuperava-se. Atualizações sobre a condição da princesa Alexia foram publicadas no site oficial da Casa Real. O acidente ocorreu na mesma área da avalanche que vitimou fatalmente o seu tio e padrinho paterno, o príncipe Friso, em fevereiro de 2012.

## Títulos, estilos e armas
O título e o estilo completos de Alexia são:
- 26 de junho de 2005 - presente: Sua Alteza Real, a Princesa Alexia dos Países Baixos, Princesa de Orange-Nassau

Por decreto real, a Alexia nasceu oficialmente como uma Princesa dos Países Baixos e uma Princesa de Orange-Nassau, com o tratamento de "Sua Alteza Real" oficialmente.
|  | Notas A princesa Alexia usa o mesmo brasão de armas de suas irmãs, a Princesa Catharina-Amalia, Princesa de Orange e a princesa Ariane. Brasão Dividido em quartos: 1º e 4º fundo Azure ou, um leão com coroa também ou gules armados e lânguidos, segurando em sua pata destra uma espada argento ou, e em suas canhotas sete flechas argento apontadas e unidas ou, que é do Reino de Os Países Baixos; 2º e 3º ou, um chifre azure aberto e amarrado gules, que é da primeira Casa de Orange; uma entrada ou portão para um castelo de três torres gules ladeado de cada lado por um árvore e um rio azul fluindo da base, próximo ao portão do castelo, que é a casa de Zorreguieta, na Argentina. Simbolismo O primeiro e o quarto trimestres são o Brasão de armas dos Países Baixos, baseado no brasão de armas da Casa de Nassau. O segundo e terceiro trimestres são o brasão de armas do Príncipe de Orange. No centro está o brasão de armas da família Zorreguieta. |